# Alex Kendrick
Alex Kendrick  (Georgia,  11 de junio de 1970) es un director de cine, productor, actor y pastor de secta cristiano protestante bautista estadounidense. A cargo de la producción cinematográfica en Sherwood Pictures, se ha encargado de la dirección de las películas cristianas Lección de honestidad (2003), Desafío a los gigantes (2006), A prueba de fuego (2008) y Reto de valientes (2011), y a cargo de Kendrick Brothers Productions fue el director de la película Cuarto de Guerra (2015).

## Biografía
Estudió en la Universidad Estatal de Kennesaw en comunicaciones y obtuvo una Licenciatura en Artes. Trabajó como DJ cristiano para dos estaciones de radio, luego estudió teología y se graduó del Seminario Teológico Bautista de Nueva Orleans y fue ordenado pastor.

### Carrera cinematográfica
En 1999, se convirtió en pastor asociado en la Sherwood Baptist Church.
En 2003, fundó la productora Sherwood Pictures.
En 2013, el y sus dos hermanos dejaron el departamento de Sherwood Pictures para fundar la productora Kendrick Brothers.

## Filmografía
| Cine | Cine                 | Cine                                 | Cine                                                   |
| Año  | Película             | Papel                                | Comentarios                                            |
| ---- | -------------------- | ------------------------------------ | ------------------------------------------------------ |
| 2003 | Flywheel             | Escritor, Actor, Director, Productor |                                                        |
| 2006 | Facing the Giants    | Escritor, Actor, Director, Productor |                                                        |
| 2008 | Fireproof            | Escritor, Actor, Director, Productor |                                                        |
| 2010 | 19 Kids and Counting | Alex Kendrick                        | Episodio: "Duggars Go Hollywood", producing Courageous |
| 2011 | Courageous           | Escritor, Actor, Director, Productor |                                                        |
| 2013 | The Lost Medallion   | Actor                                | Como "Daniel Anderson".                                |
| 2014 | Moms' Night Out      | Actor                                |                                                        |
| 2015 | War Room             | Escritor, Actor, Director            |                                                        |
| 2018 | Like Arrows          | Escritor, Actor                      | Como "Josh"                                            |
| 2019 | Overcomer            | Escritor, Actor, Director            |                                                        |
| 2022 | Lifemark             | Escritor, Productor, Actor           |                                                        |
| 2024 | The Forge            | Director, Escritor                   |                                                        |